# Szászcsávás Band
Szászcsávás Band, ungarisch Szászcsávási zenekar ist eine traditionelle ungarische Zigeunerband aus Ceuaș (früher Ciavașu săsesc, ungarisch Szászcsávás, deutsch Grubendorf) im Kreis Mureș in Siebenbürgen, Rumänien.

## Herkunftsort
Die Band stammt aus dem Dorf mit gleichem ungarischem Namen, gelegen in einem engen, südlichen Seitental der Kleinen Kokel. Im Jahr 2002 bekannten sich von den 891 Bewohnern des Ortes 579 als Ungarn, 306 als Zigeuner (Roma) und 6 als Rumänen. Der Namenszusatz Szász im ungarischen Ortsnamen weist darauf hin, dass das Dorf einst von Siebenbürger Sachsen bewohnt war.
Die musikalische Tradition am Ort ist ausgeprägt und weist eine Besonderheit auf. Während der Gesang in der traditionellen ungarischen Volksmusik stets einstimmig ist, hat sich in Szászcsávás als einem der wenigen Orte, wenn nicht dem einzigen, eine mehrstimmige Gesangstradition erhalten. Es wird angenommen, dass diese Einflüsse von protestantischen Theologen stammen, die aus ihren Studienorten im deutschsprachigen Mitteleuropa mehrstimmige Choräle mitbrachten (Basel-Schule).
Die Siebenbürgischen Zigeunerbands wurden und werden als Musikanten für Hochzeiten und andere Feste engagiert; sie passen ihr Repertoire flexibel der jeweiligen Festgesellschaft an und spielen je nach Audienz ungarische, rumänische, deutsche und/oder zigeunerische Stücke. Die Musiker aus Szászcsávás waren in der ganzen Region für die anspruchsvolle Qualität ihrer Musik bekannt.
Jährlich im August findet ein internationales Volksmusik- und Tanzfestival in Szászcsávás statt.

## Instrumente

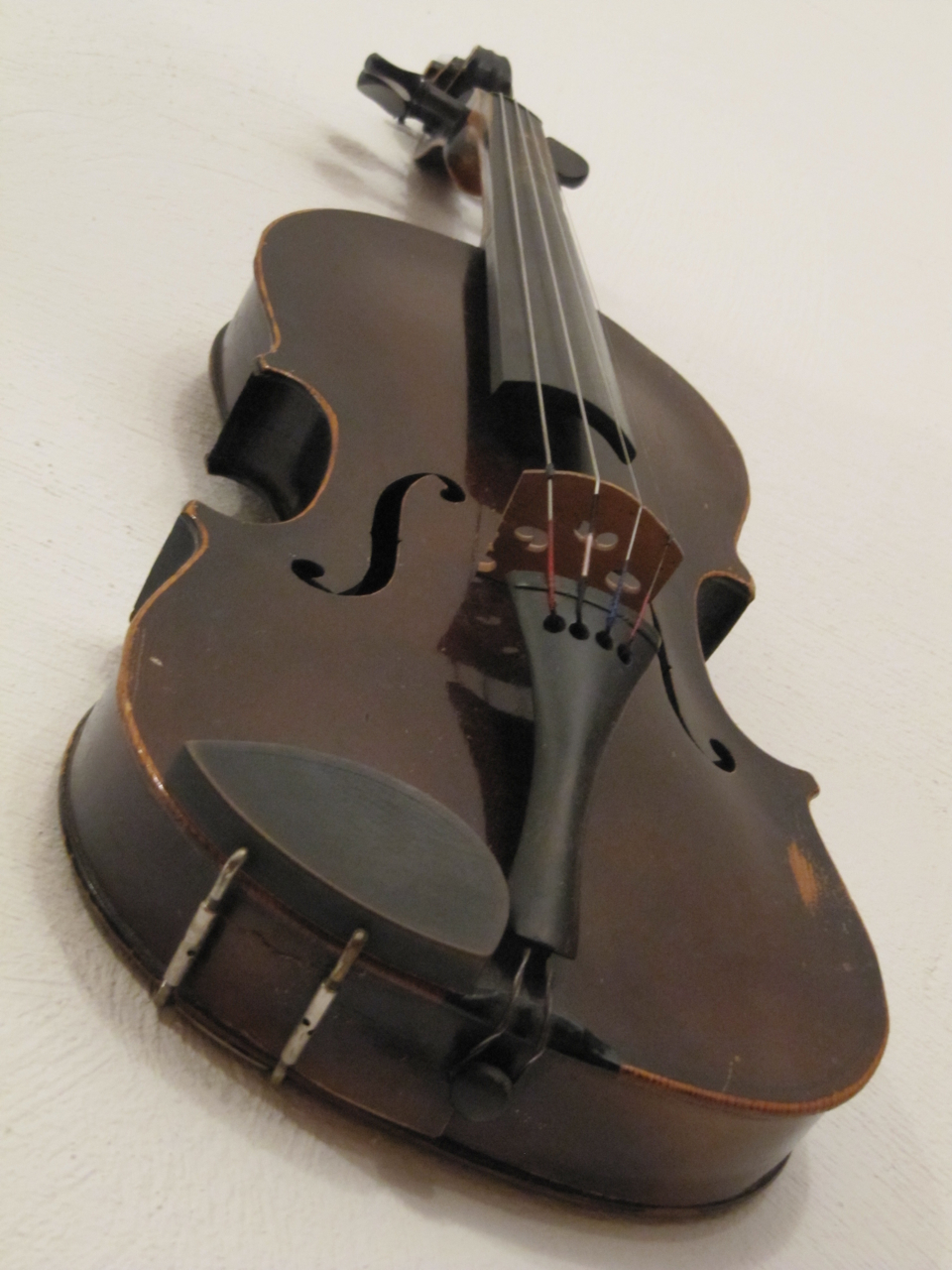
Siebenbürgische Geige, auch husle

Szászcsávás Band ist eine Streicherband. Die Orchestrierung ist typisch für eine ungarisch-zigeunerische Kapelle. Die Melodien werden getragen von zwei oder mehreren Geigen, die in einem ornamentierten Unisono spielen. Den meistens pulsierenden Rhythmuspart übernehmen der üblicherweise dreisaitige Kontrabass und die Kontraviola  oder Kontra, eine dreisaitige Bratsche mit geradem Steg, deren Saiten mit einem kurzen, breiten Bogen gleichzeitig gespielt werden.

## Bandmitglieder
Den Kern der Band bilden der erste Geiger (prímás) István Jámbor, Spitzname Dumnezu (Gott), sein Bruder Mátyás Csányi, genannt Mutis, am Kontrabass und ihr Schwager Ferenc Mezei, genannt Csángáló (Landstreicher) an der Kontra. Sie spielen seit über 30 Jahren zusammen. Alle drei haben bei Mezeis inzwischen verstorbenem Großvater Ferenc Mezei Horvát, bekannt als Vén Kránci, spielen gelernt.
Zur Band gehören weiterhin die jüngeren Spieler, Mezeis Cousin Levente Mezei, genannt Leves (Suppe) als prímás, der kleine Bruder von Jámbor und Csányi, Sándor Csányi, genannt Cilika, als prímás, sowie Mezeis Sohn Ferenc Jámbor, genannt Tocsila, als prímás und an der Kontra.
Neben ihren Hauptinstrumenten spielen die Musiker je nach Bedarf auch andere Instrumente. Sie sind auch hervorragende Volkstänzer. Den Lebensunterhalt verdienen sie sich mit ihrer Musik.

## Repertoire
Zu dem typischen Repertoire der Szászcsávás Band gehören traditionelle ungarische und zigeunerische Tänze, wie
- sűrű verbunk, ein schneller Männertanz, typisch für die Klein-Kokeler Gegend
- csárdás, ein Paartanz, den es in unterschiedlichen Tempi gibt
- szökõ, eine schnellere Variante des csárdás
- lassú csárdás, eine langsamere Variante für verheiratete Paare und ältere Leute
- székely verbunk, ein Solo-Männertanz aus dem Szeklerland
- féloláhos, eine lokale, rhythmische Variante eines Szeklertanzes.

## Diskographie
- Muzică populară maghiară din valea Tîrnavelor, LP, Collected and edited by Pávai István, Electrecord EPE 03468, 1989, Romania
- Musique folklorique de Transylvanie, CD, Quintana - harmonia mundi QUI903072, 1992 France[2]
- Szászcsávás Band - Transylvanian Folk Music, CD, Thermal Comfort Kft 2BZAPG, 1996, Budapest[3]
- Szászcsávás Band 3, CD, Thermal Comfort Kft. 3BZATH2, 1998, Budapest[4]
- Amit tudok, CD, Figurás Folk Dance Ensemble, 1999, Bern, Switzerland
- Live in Chicago, CD, Thermal Comfort Kft. 4ALTHC3, 2000, Budapest[5]